# Metaphoxus simplex
Metaphoxus simplex is een vlokreeftensoort uit de familie van de Phoxocephalidae. De wetenschappelijke naam van de soort is voor het eerst geldig gepubliceerd in 1857 door Bate.